# Under Pressure
"Under Pressure" és una cançó de 1981 de Queen i David Bowie, inclosa posteriorment a l'àlbum de 1982 de Queen Hot Space. La cançó va arribar al número 1 a la UK Singles Chart, convertint-se en el segon número 1 del grup al seu país (després de "Bohemian Rhapsody", que va estar en aquesta posició durant nou setmanes), i el tercer número 1 de Bowie al Regne Unit. Es va classificar com a la 31a millor cançó dels anys 80 a la llista de VH1.
La cançó es va tocar en directe a tots els concerts de Queen entre el 1981 fins que van parar de fer gires el 1986. Està gravada als àlbums en directe Queen Rock Montreal i Queen at Wembley. La cançó es va incloure en algunes edicions de l'àlbum recopilatori Greatest Hits, com en llançament original de 1981 d'Elektra als Estats Units. També està inclosa en els àlbums recopilatoris Greatest Hits II, Classic Queen, i Absolute Greatest com també en els àlbums de Bowie Best of Bowie (2002) i Nothing Has Changed (2014).